# 고질라 18 - 고질라 대 비올란테
고질라 18 - 고질라 대 비올란테(ゴジラVSビオランテ: Godzilla Vs. Biollante)는 일본에서 제작된 오오모리 카즈키 감독의 1989년 영화이다. 미타무라 쿠니히코 등이 주연으로 출연하였고 토미야마 쇼고 등이 제작에 참여하였다.

## 출연

### 주연
- 미타무라 쿠니히코
- 다나카 요시코
- 타카시마 마사히로

### 조연
- 오다카 메구미
- 미네기시 도오루
- 카네다 류노스케
- 타카하시 코지
- 사와구치 야스코
- 나가시마 토시유키
- 쿠가 요시코
- 우에다 코이치
- 나카타 히로히사
- 사사키 카츠히코
- 가기와라 켄조
- 사츠마 켄파치로

## 제작진
- 미술: 이쿠노 시게카즈
- 의상: 카와사키 켄지